# Милое
Мило́е (бел. Міло́е) — посёлок в Долговском сельсовете Кличевского района Могилёвской области. Железнодорожная станция на линии Могилёв — Осиповичи.

## Этимология
«Милое» является названием-характеристикой, содержащим положительную оценку населения.

## Географическое положение
Милое расположено в 25 км на север от Кличева, в 67 км от Могилёва. Рельеф равнинный. На юг от деревни протекает река Рудка, приток реки Должанка. Транспортная связь осуществляется по местной дороге через деревни Заличинка, Вишнёвка, Долгое, Малинье, а дальше по шоссе Кличев — Чечевичи.
Планировку составляет прямолинейная улица, ориентированная с юго-запада на северо-восток. Двухстороннюю, плотную застройку составляют в основном деревянные дома усадебного типа. На северо-восточной окраине расположена железнодорожная станция. Есть фельдшерско-акушерский пункт.

## История
Милое было основано в 1928 году в связи с принятием решения о строительстве железной дороги Осиповичи — Могилёв. До 1936 года представлял собой разъезд, до этого же года здесь была проложена лишь узкоколейка, пересекавшая лесистую местность. Для леса, заготовка которого велась вдоль узкоколейки, на станции был построен склад. С момента основания Милое входило в Долговский сельсовет Кличевского района Бобруйской округи (до 26 июля 1930 года), с 20 февраля 1938 года в Могилёвской, с 20 сентября 1944 года в Бобруйской, с 8 января 1954 года снова в Могилёвской областях, с 25 декабря 1962 года в Кировском, с 6 января 1965 года в Кличевском районах.
Во время Великой Отечественной войны Милое было оккупировано немецко-фашистскими войсками в начале июля 1941 года. При этом железная дорога находилась под контролем партизан и не действовала. В середине июля 1941 года была создана подпольная группа под руководством Г. К. Павлова из местных жителей и солдат, не сумевших выйти из окружения. В скором времени в связи с пополнением эта группа стала основой партизанского отряда. Милое было освобождено 30 июня 1944 года войсками 3-й армии 1-го Белорусского фронта. Около деревни есть братская могила, в которой захоронены воины, партизаны и местные жители, погибшие в 1941—1944 годах.

## Население
- 1990 год — 77 человек, 46 хозяйств[1]
- 2007 год — 41 человек, 22 хозяйства[1]

## Комментарии
1. ↑  Название и ударение даны по: Назвы населеных пунктаў Рэспублікі Беларусь: Магілёўская вобласць: нарматыўны даведнік / І. А. Гапоненка і інш.; пад рэд. В. П. Лемцюговай. — Минск: Тэхналогія, 2007. — С. 203. — 406 с. — ISBN 978-985-458-159-0.